# You Make Me Sick
You Make Me Sick (срп. Мука ми је од тебе) је трећи сингл са деби албума америчке певачице Пинк Can't Take Me Home објављен 13. фебруара, 2001. године. Песма је доспела на 33. место на америчкој Билборд хот 100 листи, као и на 9. место у Уједињеном Краљевству. 
Сингл, који је добио различите критике, није успео да достигне популарност претходна два сингла. Иако се слабо пласирао на топ-листама у Аустралији, сингл је у тој земљи успео да достигне златни тираж са преко 35000 продатих примерака.

### Музички спот
Музички спот је снимљен крајем 2000. године а режирао га је, као и претходна два, Дејв Мејерс. У споту су приказани Пинк и њен дечко, као пар који стално излуђује један другог али на крају увек савладавају своје несугласице.